# 蒙大拿電力公司
蒙大拿電力公司（英語：Montana Power Company）是一家位於美國蒙大拿州比尤特的電力公司，從1912年到1997年為蒙大拿州的居民和工業設施提供電力。
蒙大拿電力公司由時任阿納康達銅礦公司總裁的約翰·D·瑞安於1912年創立，當時蒙大拿電力公司合併了蒙大拿州的幾座水力發電廠。